# Josaphatpark

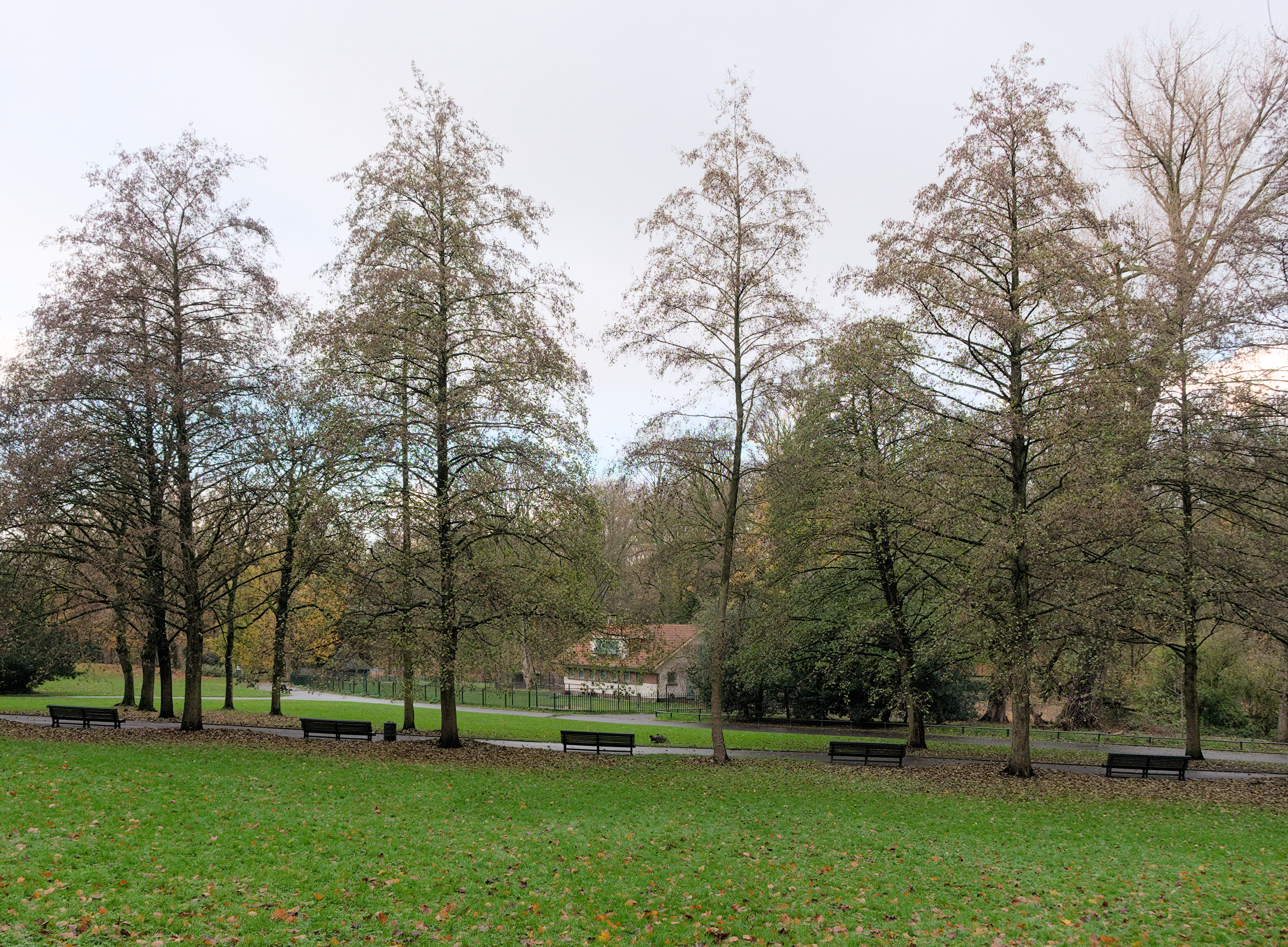
Josaphatpark

Der Josaphatpark (franz. Parc Josaphat / niederl. Josaphatpark) liegt im Osten von Brüssel in Schaerbeek.
Er bedeckt eine Fläche von 20 ha.